# バルド国立博物館

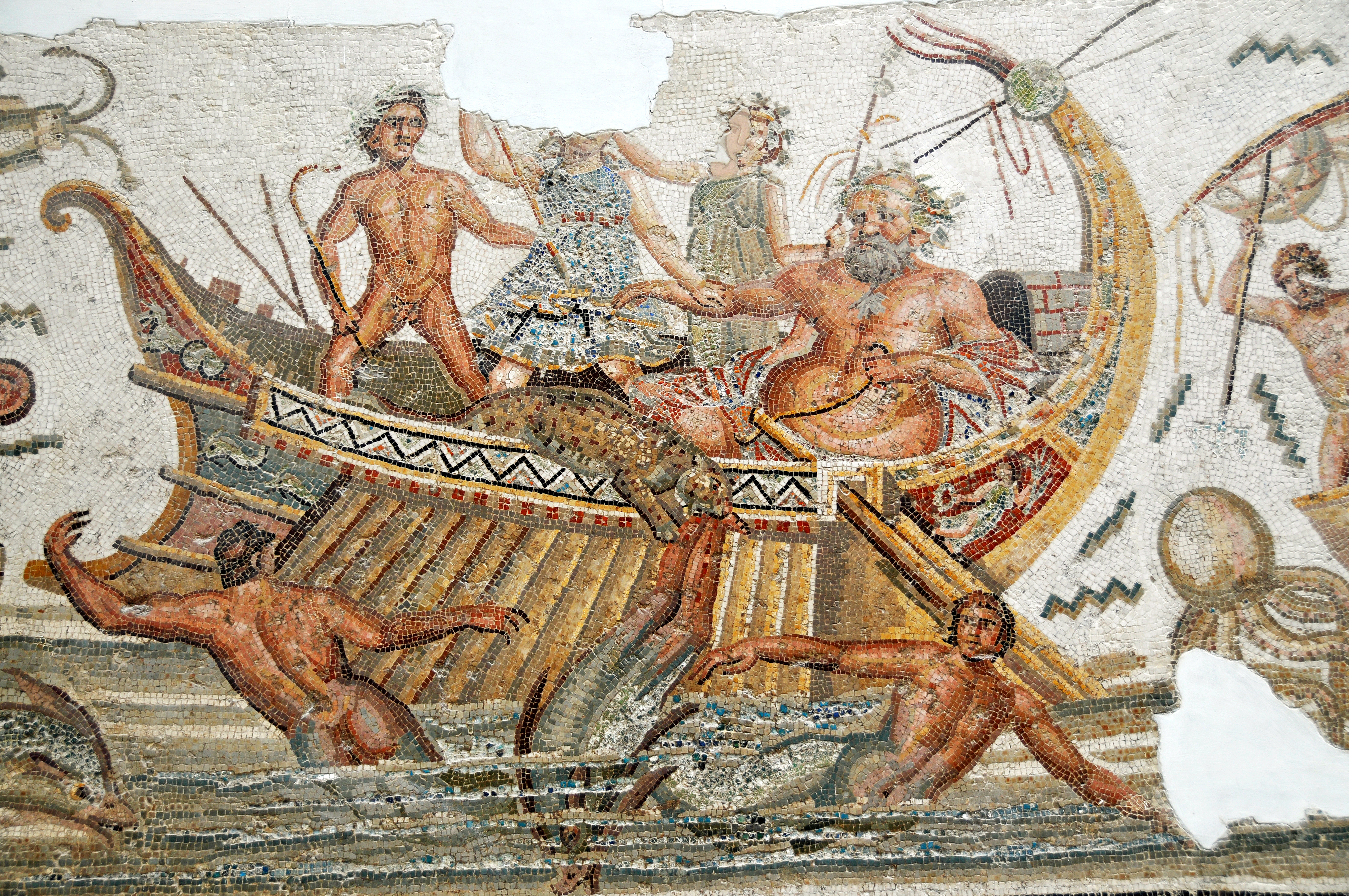
バルド博物館にあるオデュッセウスのモザイク

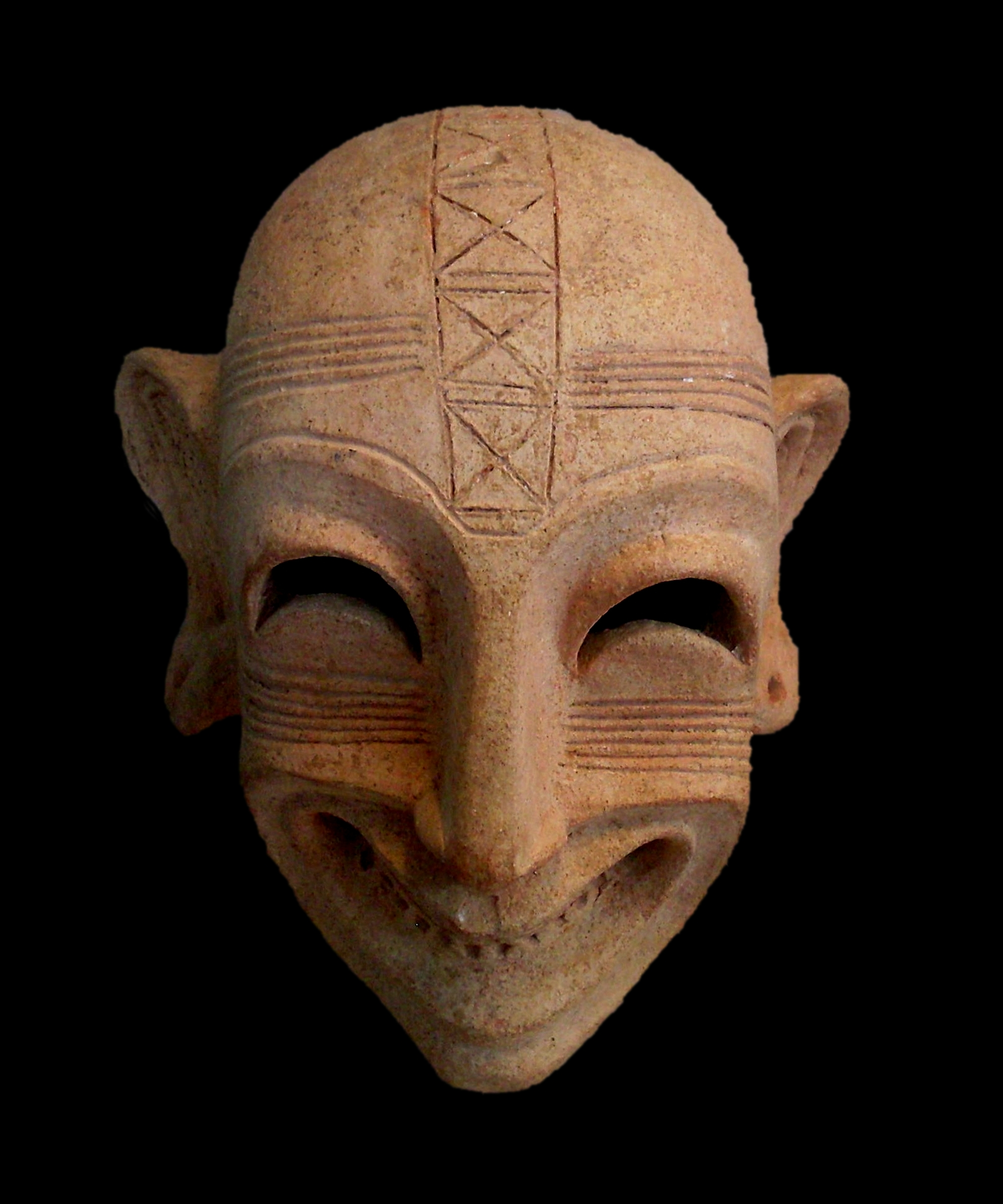
カルタゴのマスク

バルド国立博物館（バルドこくりつはくぶつかん、英語: Bardo National Museum、フランス語: Musée national du Bardo、アラビア語: المتحف الوطني بباردو）は、チュニジアのチュニスにある国立博物館である。バルドー国立博物館とも呼ばれる。

## 場所
博物館の建物は、最初は13世紀のハフス朝の宮殿として建てられ、19世紀にはベグの宮殿として使われた物で、チュニス郊外にある。

## 収蔵品
博物館では、古代ローマのモザイクや古代ギリシア, チュニジア, イスラム時代の遺物が主な収蔵品である。また、先史時代の文化遺物から近代の宝石に至るまで、様々な物品を展示している。

## 改修
2010年12月11日より、博物館は改修期間に入り、収蔵品の大半は博物館から搬出された。まだ数多くのモザイクや、少しの像や胸像は見る事が出来るが、先史時代の文化遺物や宝石は展示から全て外されている。

## 襲撃事件
2015年3月、武装集団が博物館を襲撃し、日本人、イタリア人など多数の観光客が死亡、負傷した。